# (30441) Curly
(30441) Curly (2000 MX) – planetoida z grupy pasa głównego asteroid okrążająca Słońce w ciągu 5,53 lat w średniej odległości 3,13 j.a. Odkryta 24 czerwca 2000 roku.